# Die Ehenschmiede

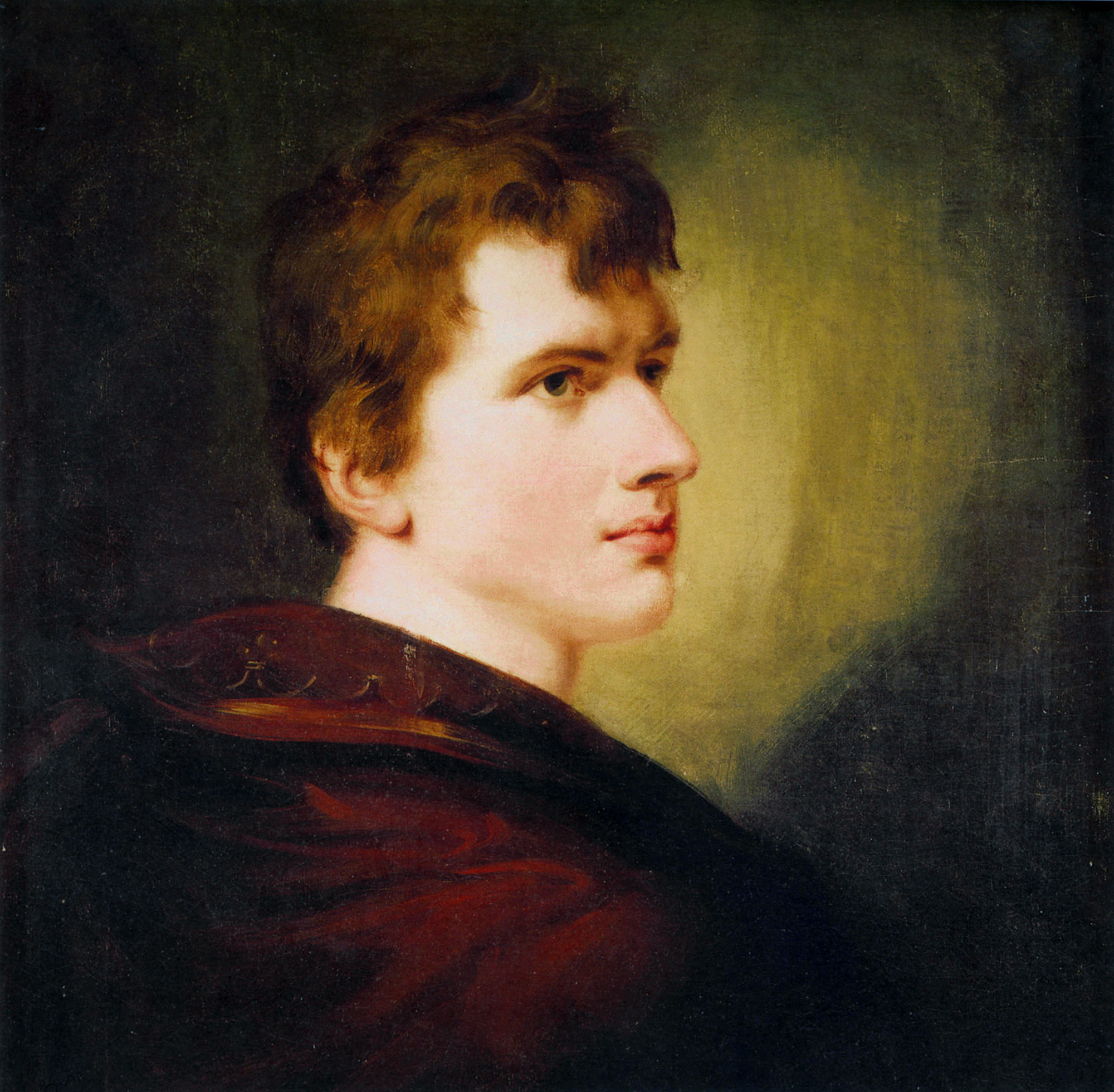
Achim von Arnim
(1781–1831)

Die Ehenschmiede. Novelle aus den Denkwürdigkeiten eines Naturforschers ist die letzte Erzählung von Achim von Arnim, die 1839 in Berlin posthum erschien.

## Inhalt
Schottland um 1804: Der Ich-Erzähler, ein gewisser reisender Käferforscher Robinson aus Braunschweig, gerät „als zufälliger Berichterstatter in eine ihm fremde Welt“. In Schottland trifft der Naturkundler auf einen Landsmann, den Emigranten Martin Rennwagen. Der Mechanikus Rennwagen ist während des Krieges in Deutschland ein erbitterter Gegner Napoleons geworden. Durch die Ereignisse kamen seine Eltern ums Leben. Zudem wurde Rennwagen im Verlaufe des Krieges mittellos. Seine Erfindungen – ein Federdrachen, ein Raketenwerfer und ein Tauchboot – sollen den Kampf gegen den französischen Feind forcieren. Am schottischen Ort der Handlung wird die feindliche Landung befürchtet.
Rennwagen hatte in Schottland seinen Freund, den deutschen Freiherrn von Starkader, angetroffen. Von Starkader war mit Aura Luft, einer deutschen Professorentochter aus G., so gut wie verlobt gewesen. Zuvor war Rennwagen von Aura versetzt worden. Später dann hatte sich Aura auch von dem Freiherrn getrennt und war mit einem schottischen Grafen auf und davon. Auras Vater fördert die neuerliche Verbindung. Er hofft, die Tochter werde die schottischen Rezensenten für seine politischen Schriften gewinnen. Der Sitz des Herzogs ist Ort der Handlung. Der Herzog ist der Vater jenes schönen jungen Grafen. Der ältliche Herzog empfängt Herren aus Deutschland überaus ungern. Muss er doch befürchten, dass sich die künftige Schwiegertochter Aura Hals über Kopf in den nächsten Ankömmling verliebt. Von einer Heirat hält Aura gar nichts. Das artikuliert die schöne junge Dame unverblümt – sehr zum Leidwesen der herzoglichen Familie, die das künftige Familienmitglied am liebsten gefangen halten möchte. Von Starkader aber lässt nicht locker. Der Freiherr strengt ein Duell gegen den Grafen an. Die Mutter des Grafen, das ist die Herzogin, will das Leben ihres Sohnes erhalten und macht sämtliche erreichbare Schusswaffen unbrauchbar. Das gelingt ihr zwar nicht ganz, aber die Sekundanten sorgen sachkundig dafür, dass die Duellanten ohne einen Kratzer überleben.
Robinson hat nur seine Käfer im Sinn. Nebenbei lässt sich der gutgläubige Fremdling vor den Karren sämtlicher Parteien spannen, die ihre Liebesfehden um Aura ausfechten. Zur Landung der Franzosen kommt es nicht. Dafür scheitert ein Schiff an der Küste, dessen an Land gespülte Ladung Robinson sehr interessiert. Das ist eine Kiste mit einer erlesenen Käfersammlung, die den Braunschweiger bei den etablierten Naturforschern bekannt machen würde – vorausgesetzt, der rechtmäßige Besitzer ist bei dem Schiffbruch ertrunken.
Schließlich bietet Arnim ein äußerst fragwürdiges Happy End. Mit einer einzigen Ausnahme finden die ledigen Personen während einer kollektiven Hochzeit unerwartet in der Schmiede von Gretna Green einen passablen Ehepartner. Dabei geraten alle Heiratswilligen an einen zweiten, gleichsam den falschen, Ehenschmied. Dieser ist bei seiner Geschäftstüchtigkeit aber für das Schmieden dieser Zweckehen der richtige Mann. Wird doch keines der fünf Paare durch eine Liebesheirat verbunden werden, wie es eigentlich dem Charakter der echten Ehenschmiede Gretna Green entspräche. Die Naturforscherin Lady Gurli zum Beispiel, eine indische Königstochter, hatte in der Verzweiflung nach ihrem Schiffbruch vor der schottischen Küste geschworen, jeden beliebigen Mann zu heiraten, der das kostbarste Stück, die verschollene Käfersammlung, ihr leidlich unversehrt wiederbrächte. Robinson wird der glückliche Bräutigam, nachdem er Gurli das „Insekten-Zeug“ zurückgegeben hat. Eine Forscherin heiratet also einen Forscher nicht aus Liebe, sondern eines unbedacht ausgerufenen Gelöbnisses wegen. Zufällig gerät Gurli aber doch an den Richtigen. Denn der Vater wünscht einen deutschen Schwiegersohn. Aura tanzt aus der Reihe. „Aus unserm Heiraten wird nichts“, gibt sie dem neuesten Bräutigam Heinrich Knatschbull einen Korb und verlässt in ihrem Wagen eilends Gretna Green. Zuvor hatte Aura den verschuldeten jungen Knatschbull aus den Klauen seiner alten Vermieterin losgekauft. Die erpresserische Alte hatte Knatschbull vor den Ehenschmied gezerrt.

## Rezeption
- E. Meyen schreibt am 31. Oktober 1839 in den Hallischen Jahrbüchern für deutsche Wissenschaft und Kunst (Arnold Ruge (Hrsg.), Ernst Theodor Echtermeyer (Hrsg.)), die Ehenschmiede gehöre zu den „schwächeren Productionen“ des Autors.[6]
- Moering resümiert, in der possenhaften Geschichte setze sich Arnim mit dem Thema Krieg auseinander[7] und schlage als Konfliktlösung die Heirat vor.[8]
- Ausführlich untersucht Andermatt[9] den „Schelmen- oder Lügenroman“[10]. Andermatt hebt die Komik des wenig glaubhaften „Berichts“ hervor, den der Naturwissenschaftler Robinson „ironisch-leichtsinnig“ unter Missachtung des guten Geschmacks ohne jeden künstlerischen Anspruch hingeschrieben habe[11]. Robinson sammle Episoden wie er Käfer sammelt, korrigiere und werte nicht und nähme unglaubwürdige Erzähler kritiklos in seinem Text auf. Andermatt nennt Rennwagen „größenwahnsinnig, verrückt“ und seine Erfindungen „Klamauk“. Der Herzog aber – ebenso ein Narr – habe den Erfinder in sein Freiwilligen-Heer gegen Napoleon aufgenommen.[12] Die „rätselhaft launische“ Aura stehe für die „Wechselhaftigkeit der Welt“.[13] Andermatt geht auch auf Einzelheiten ein, die erst bei genauerem Hinsehen sichtbar werden. Beispiele dafür sind die Rolle des alten Herzogs als Nebenbuhler seines Sohnes, des jungen Grafen[14] und Anmerkungen zur Befangenheit des Ich-Erzählers und Rennwagens[15]. Zudem bringe Aura „alle ihre ehemaligen Verehrer unter die Haube“.[16]

### Ausgaben
- Ludwig Achim von Arnim: Ausgewählte Novellen (Die drei liebreichen Schwestern und der glückliche Färber – Die Ehenschmiede – Die Verkleidungen des französischen Hofmeisters und seines deutschen Zöglings – Angelika, die Genueserin, und Cosmus, der Seilspringer). 208 Seiten. A. Hofmann und Comp., Berlin  1853. Leinwand, Rücken mit Goldprägung.
- Ludwig Achim von Arnim: Die Erzählungen und Romane. Herausgegeben von Hans-Georg Werner auf der Grundlage der von W. Migge besorgten dreibändigen Werkausgabe 1962–1965. Vier Bände.  Band 2: Fürst Ganzgott und Sänger Halbgott – Die Majoratsherren – Owen Tudor – Die Kirchenordnung – Die Verkleidungen des französischen Hofmeisters und seines deutschen Zöglings – Raffael und seine Nachbarinnen – Landhausleben – Die Ehenschmiede – Der Pfalzgraf, ein Goldwäscher. 811 Seiten  Insel-Verlag, Leipzig 1981–1984.

### Zitierte Textausgabe
- Renate Moering (Hrsg.): Achim von Arnim. Sämtliche Erzählungen 1802–1817. Bd. 4, Die Ehenschmiede. S. 882–946 in: Roswitha Burwick (Hrsg.), Jürgen Knaack (Hrsg.), Paul Michael Lützeler (Hrsg.), Renate Moering (Hrsg.), Ulfert Ricklefs (Hrsg.), Hermann F. Weiss (Hrsg.): Achim von Arnim. Werke in sechs Bänden. 1436 Seiten. Deutscher Klassiker Verlag, Frankfurt am Main 1992 (1. Aufl.), ISBN 3-618-60040-2